# Jacob (Moltke)
Jacob (Moltke) (død 1396?) var biskop i Viborg.
Han var munk, før han i 1367 blev biskop. Som sådan havde han del i de regeringshandlinger, der forefaldt i hans tid; han var således tilstede i 1376, da Oluf 2. valgtes til konge, og deltog året efter i det store danehof i Nyborg, hvor landefreden indskærpedes. I 1386 overværede han i den samme by forleningen af Sønderjylland til hertug Gerhard, 1392 i Vordingborg. Forliget mellem dronning Margrethe 1. og hertugen med hans brødre. I april 1383 deltog Jacob Moltke i et kirkemøde i Malmø; ellers vides der intet synderligt om hans kirkelige virksomhed. Dog modtog Viborg bispestol i hans tid en rig gave, i det Margrethe 1393 hertil skænkede slottet Hald, der fra da af blev Viborgbispernes sædvanlige opholdssted. I 1396 nedlagde han sit bispeembede.
Som biskop nævnes han aldrig med slægtnavn; i hans segl ses et våben, der vel ligner familien Moltkes, men dog måske snarere er den jyske adelslægt Krags.